# Veneuze insufficiëntie
Veneuze insufficiëntie is tekortschieten van het veneuze systeem, de aders. Door onvoldoende afvoer van vocht en afvalstoffen kunnen klachten ontstaan, variërend van vermoeidheid tot niet-genezende wonden.

## Achtergrond
Het veneuze systeem is bedoeld om zuurstofarm bloed terug te voeren naar het hart. Nadat het bloed de haarvaten is gepasseerd, resteert er weinig stuwdruk van het hart. Om het bloed toch terug te krijgen in het hart zijn er in veel aderen kleppen aanwezig, die terugstroom voorkomen en de druk in de veneuze vaten laag houden. De aderen worden door het aanspannen van de spieren samengedrukt, zodat het bloed gaat stromen. Daarnaast zorgt de ademhaling voor steeds opnieuw drukverlaging boven het middenrif waardoor bloed wordt aangezogen.
Veneuze insufficiëntie is falen van dit systeem, wat zorgt voor drukverhoging in de venen. Dit is het meest merkbaar aan de benen. De belangrijkste oorzaak voor veneuze insufficiëntie is het slecht functioneren van de kleppen in het veneuze systeem. Dit kan voorkomen bij spataders of door een aanlegstoornis (afwezige kleppen). De kleppen kunnen ook door een diepveneuze trombose of tromboflebitis beschadigd raken. Een andere oorzaak voor veneuze insufficiëntie is te weinig spieractiviteit, zoals bij rolstoelgebonden patiënten kan voorkomen (=dependency-oedeem).

## Soorten veneuze insufficiëntie
Veneuze insufficiëntie kan veroorzaakt worden door voornamelijk afwijkingen in de oppervlakkige venen. Aan de benen zijn dat vooral de vena saphena magna (VSM) en vena saphena parva (VSP) en zijtakken daarvan. Deze gevallen kunnen behandeld worden door uitschakelen of verwijderen van de getroffen vaten. Dat komt omdat 80-90% van het bloed naar het hart terugkeert via de diepe aders (diep veneuze systeem). Als er belangrijke terugstroom van bloed is in het diep veneuze systeem (zoals vena femoralis of vena poplitea), is behandeling moeizaam.
Dr. Paolo Zamboni heeft chronische cerebro-spinale veneuze insufficiëntie (CCSVI) vastgesteld bij patiënten met multiple sclerose.

## Symptomen
Symptomen van veneuze insufficiëntie aan de benen zijn:
- oedeem:
- zichtbare spataderen
- corona phlebectatica: een krans van zichtbare blauwe vaatjes aan de zijkant van de voeten
- hyperpigmentatie en verkleuring aan de onderbenen, veroorzaakt door hemosiderine.
- hypostatisch eczeem
- vermoeide benen bij lang staan, meer dan bij lopen.
- veneuze claudicatie: een variant van etalagebenen, waarbij de klachten ontstaan na een langere periode lopen en veel minder verbeteren door even te rusten.
- nachtelijke spierkrampen in de benen en restless legs
- als de veneuze insufficiëntie niet behandeld wordt, kunnen zelfs spontaan wonden ontstaan (open been).

Veneuze insufficiëntie wordt meestal vastgesteld door een echografie-doppleronderzoek of duplexonderzoek te doen van de venen in het been. Terugstroom van bloed richting tenen wijst daarbij op slecht functionerende kleppen.

## Behandeling
- Behandeling van oppervlakkige spataders door 
  - strippen of crossectomie van de vena saphena magna en/of vena saphena parva
  - ambulante flebectomie volgens Muller
  - sclerocompressietherapie (of foamsclerose)
  - endovasculaire ablatie (door endoveneuze laser, radiofrequente behandeling of stoom)
- Verhoging van de weefseldruk aan de onderbenen
  - Zwachtelen
  - Therapeutische elastische kousen